# محمد يحيى عدوان
محمد يحيى عدوان (1951-2023) طبيب فلسطيني، ولد في مدينة غزة، استشاري باطنية ومناظير في مستشفى أصدقاء المريض. أول من أدخل علم المناظير إلى قطاع غزة، عمل لأكثر من 40 عام في مجال الطب الباطني.
اغتيل محمد يحيى عدوان في 10 نوفمبر 2023 خلال ضربةٍ جوية نفذتها القوات الجوية الإسرائيلية أثناء نزوحه إلى شمال قطاع غزة، وذلك خلال الرد الإسرائيلي على عملية طوفان الأقصى.